# Lotus dvinensis
Lotus dvinensis là một loài thực vật có hoa trong họ Đậu. Loài này được Miniaev & Ulle miêu tả khoa học đầu tiên.